# De slijtmijt
Tom Poes en de slijtmijt (in boekuitgaven/spraakgebruik verkort tot De slijtmijt) is een verhaal uit de Bommelsaga, geschreven en getekend door Marten Toonder. Het verhaal verscheen voor het eerst op 3 augustus 1970 en liep tot 30 oktober 1970. Thema: Maatschappelijk verantwoord ondernemen.

## Voetnoot
1. ↑  In de NRC begon de strip een dag te vroeg, namelijk op 3 augustus. Op 13 augustus werd een uitstelaankondiging afgedrukt, met Tom Poes tijdelijk blijvend hangend aan het touw van het laatste plaatje van 6951, gevolgd op 14 augustus door plaatje 6952.
2. ↑  https://resolver.kb.nl/resolve?urn=ddd:010463185:mpeg21:a0069 74 strips in de Amigoe di Curacao
3. ↑  Meevaller voor asbestsaneringen: organismen in bodem breken vezels af. Gearchiveerd op 19 mei 2021.

## Hoorspel
- De slijtmijt in het Bommelhoorspel